# Croton mayumbensis
Espèce
Classification APG II (2003)
Croton mayumbensis est une espèce de plantes à fleurs du genre Croton et de la famille Euphorbiaceae présente sur la côte ouest de l'Afrique tropicale.